# Pista
Pista är ett släkte av ringmaskar som beskrevs av Anders Johan Malmgren 1866. Pista ingår i familjen Terebellidae.

## Dottertaxa tillPista, i alfabetisk ordning[1][2]
- Pista abyssicola
- Pista agassizi
- Pista alata
- Pista americana
- Pista anthela
- Pista atypica
- Pista australis
- Pista bansei
- Pista brevibranchiata
- Pista breviuncinata
- Pista corrientis
- Pista cretacea
- Pista cristata
- Pista curtiuncata
- Pista dibranchis
- Pista disjuncta
- Pista elongata
- Pista fasciata
- Pista flexuosa
- Pista foliigera
- Pista foliigeraformis
- Pista fratrella
- Pista gibbauncinata
- Pista godfroyi
- Pista grubei
- Pista gwoyarrma
- Pista herpini
- Pista incarrientis
- Pista indica
- Pista intermedia
- Pista kimberliensis
- Pista lornensis
- Pista macrolobata
- Pista maculata
- Pista malmgreni
- Pista mediterranea
- Pista microlobata
- Pista mirabilis
- Pista moorei
- Pista obesiseta
- Pista ortodoxa
- Pista pachybranchiata
- Pista pacifica
- Pista palmata
- Pista papillosa
- Pista paracristata
- Pista parapacifica
- Pista patriciae
- Pista pectinata
- Pista pegma
- Pista pencillibranchiata
- Pista percyi
- Pista qolora
- Pista quadrilobata
- Pista robustiseta
- Pista sachsi
- Pista sibogae
- Pista sinusa
- Pista sombreriana
- Pista spinifera
- Pista thuja
- Pista trina
- Pista trunca
- Pista turawa
- Pista typha
- Pista unibranchia
- Pista violacea
- Pista wui
- Pista zachsi